# Quetta
Quetta (en idioma urdú: کوئٹہ [ˈkweːʈə] Qüetta, baluchi: کویٹہ pashto: کوټه) es la capital y ciudad más poblada de la provincia de Baluchistán, en Pakistán. Destruida durante el terremoto de 1935 y vuelta a reconstruir, se encuentra ubicada al norte de Baluchistán, cerca de la frontera con Afganistán y en la entrada del paso de Bolán, lugar geoestratégico para su seguridad nacional.

## Etimología
El nombre de Quetta es una variación de la palabra pashto Kwatkōṭ o kōta, cuyo significado es «fortaleza».

## Historia
Si bien se desconoce cuándo la zona de Quetta fue habitada por vez primera, se cree que la primera aldea se estableció hacia el siglo VI. La región se mantuvo bajo dominio del Imperio persa sasánida y fue anexado posteriormente al califato de Rashidun durante la conquista islámica del siglo VII. Fue parte del Imperio omeya y del Califato abbasí. La primera mención detallada de Qüetta aparece en el siglo XI cuando fue capturada por Mahmud de Ġaznī durante una de sus incursiones al subcontinente. En 1543 el emperador mogol Humayun descansó en la ciudad tras su retiro a Persia, dejando a su hijo Akbar de un año hasta su regreso dos años después. Los mogoles gobernaron Qüetta hasta 1556, cuando fue tomada por los persas, sólo para ser conquistada nuevamente por Akbar en 1595.
En 1828 un viajero occidental visitó Qüetta describiéndola como una fortificación amurallada rodeada por 300 viviendas hechas de barro. A pesar de haber sido ocupada brevemente por los británicos durante la primera guerra anglo-afgana en 1839, no fue sino hasta 1876 cuando la ciudad quedó permanentemente bajo control británico y Robert Sandeman fue hecho agente político en Baluchistán. Debido a su base militar, a sus actividades comerciales, y a la introducción de la fruticultura, el distrito de Qüetta puede sostener a medio millón de personas.

## Geografía

### Clima
Quetta tiene un clima semiárido frío (según la clasificación climática de Köppen Bsh) con una variación significativa entre las temperaturas de verano e invierno. El verano comienza a fines de mayo y continúa hasta principios de septiembre con temperaturas promedio que oscilan entre los 24 y 26 °C. El otoño comienza a mediados de septiembre y continúa hasta mediados de noviembre con temperaturas promedio en el rango de 12 a 18 °C. El invierno comienza a fines de noviembre y termina a fines de febrero, con temperaturas promedio cercanas a los 4-5 °C. La primavera comienza a principios de marzo y termina a mediados de mayo, con temperaturas medias cercanas a los 15 °C. A diferencia de las partes más al este de Pakistán, Quetta no tiene una temporada de monzones de fuertes lluvias.

## Demografía
| Gráfica de evolución de Quetta entre 1881 y 2017 |
|                                                  |

## Personajes ilustres
- Rosemary Dexter, actriz británica.